# Weimarer Dreieck 1998

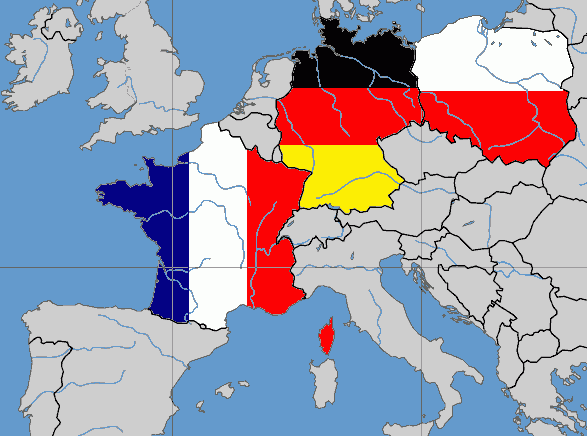
Die Mitgliedsländer des Weimarer Dreiecks

Das zweite Treffen des Weimarer Dreiecks fand am 21. Februar 1998 in Posen in Polen statt. Es war das erste Gipfeltreffen auf Ebene der Staats- und Regierungschefs.

## Teilnehmer
Anwesend waren der französische Staatspräsident Jacques Chirac, der polnische Präsident Aleksander Kwaśniewski und der deutsche Bundeskanzler Helmut Kohl.
Zuvor hatte es 1993 in Danzig ein informelles Treffen des polnischen Staatspräsidenten Lech Wałęsa, des französischen Staatspräsidenten François Mitterrand und dem deutschen Bundespräsidenten Richard von Weizsäcker gegeben. Das erste offizielle Gipfeltreffen des Weimarer Dreiecks war jedoch das Treffen 1998 in Posen.